# Christoph Prégardien
Christoph Prégardien (Limburgo del Lahn, 18 de enero de 1956) es un tenor lírico alemán especializado en oratorio, música sinfónico-vocal, música de cámara y ópera.

## Biografía
Comenzó como corista en la catedral de Limburgo y estudió en Fráncfort del Meno con Martin Gründler y con Harmut Höll ganando en 1978 la competición de Berlín. Distinguido recitalista en Lieder, también cantó ópera en Fráncfort del Meno, Stuttgart, Hamburgo, Amberes, Karlsruhe, Zúrich, Ginebra, Gante, Montpelier, Salzburgo, Tokio, Parma, Barcelona, etc. Ha colaborado con directores como Frans Brüggen, John Eliot Gardiner, Michael Gielen, Nikolaus Harnoncourt, Philippe Herreweghe, Christopher Hogwood, René Jacobs, Ton Koopman, Sigiswald Kuijken, Gustav Leonhardt y Helmuth Rilling.
En ópera se destaca como Tamino, Don Ottavio, Tito, Conde Almaviva, Fenton y Ulises de Monteverdi. Ha grabado la versión original del Viaje de invierno de Schubert (con Andreas Staier), la reinterpretación de la obra a cargo de Hans Zender (con el Klangforum Wien y Sylvain Cambreling) y la versión de cámara de Normand Forget con acompañamiento a base de acordeón, flauta, clarinete, oboe d’amore, trompa y fagot. Ha realizado más de 120 grabaciones recibiendo premios como el Orphée d’Or de l’Academie du Disque Lyrique,  Edison Award y otros. 
En el 2009 ha recibido el MIDEM Vocal Award y el Disco del Año MIDEM Award por su grabación de Die schöne Müllerin' de Schubert.
Como educador mantuvo una cátedra en la Hochschule für Musik und Theater en Zúrich y desde el 2004 en la Hochschule für Musik Köln.
Su hijo es el también tenor Julian Prégardien.

## Discografía selecta
- Bach J.S.: St John Passion / Kuikjen
- Bach: Adventskantaten / Philippe Herreweghe, Collegium Vocale Gent
- Bach: Cantatas / Coin
- Bach: Cantatas Vol 11 / Ton Koopman, Amsterdam Baroque
- Bach: Christmas Oratorio / Ton Koopman, Amsterdam Baroque
- Bach: Johannes-Passion / Frans Brüggen
- Bach: Matthäus-Passion / Nikolaus Harnoncourt
- Bach: Messe En Si / Philippe Herreweghe, Collegium Vocale Gent
- Bach: Messe In H-moll / René Jacobs, Akademie Für Alte Musik
- Bach: St. Mark Passion / Ton Koopman
- Beethoven, Krufft, Lachner: Lieder / Staier
- Brahms, Schubert, Spohr: Lieder On Love And Death
- Follow Goethe / Michael Gees
- Handel: Acis And Galatea (Arr. By Mendelssohn) / Mcgegan
- Haydn: Armida / Nikolaus Harnoncourt
- Haydn: Creation / M Atzmon
- Haydn: Orfeo Ed Euridice / M Schneider, La Stagione
- Haydn: The Creation / Schreier, Scottish Chamber Orchestra
- Mahler: Lieder / Gees
- Mozart: Concert Arias For Tenor / Gaigg
- Mozart: Don Giovanni / Gardiner
- Mozart: La Clemenza Di Tito / Cambreling
- Pfitzner: Lieder / Gees
- Schumann: Lieder / Gees
- Rihm: Lieder / Hesse
- Schubert, Schumann, Mendelssohn: Songs To Poems By Heine / Staier
- Schubert: Die Schöne Müllerin / Staier
- Schubert: Die Schöne Müllerin / Michael Gees
- Schubert: Lieder / Michael Gees
- Schubert: Die Winterreise - Eine Komponierte Interpretation / Cambreling
- Schubert: Schwanengesang, Songs After Seidl / Andreas Staier
- Schubert: Songs To Poems By Schiller / Staier
- Schubert: Winterreise / Petric
- Schubert: Winterreise / Staier
- Schubert Edition - Complete Songs Vol 23 / Graham Johnson
- Schumann, Wolf: Eichendorff Lieder / Gees
- Schumann: Das Paradies Und Die Peri / John Eliot Gardiner
- Stradella: Christmas Cantatas / Schneider
- Weber: Der Freischütz / Weil, Schnitzer, Et Al